# Valiant Bank
Valiant Bank AG est une banque de détail indépendante et une banque de PME opérant exclusivement en Suisse. 

## Historique
Valiant Holding SA est créée le 3 juillet 1997 à la suite d'un regroupement de trois banques régionales en Suisse alémanique, avant de s'étendre vers la Suisse romande à travers plusieurs acquisitions. Le même jour, la société est introduite en bourse,. Au départ, l'accent était mis sur la banque de détail, la banque des PME et le conseil en investissement, au fil des années, d'autres secteurs d'activité ont été ouverts et la gamme de produits et services s'élargit.
En 2005, Valiant Privatbank forme une alliance avec la Banque Jura Laufon (précédemment Banque jurassienne d’épargne et de crédit), avant de fusionner avec cette dernière en avril 2009. En 2011, les filiales de la banque adoptent la marque Valiant. En avril 2012, la Finma blâme la banque Valiant pour avoir manipulé le cours de son action durant l'exercice 2010. En juin 2016, Valiant est notée A1 par l'agence de notation Moody's.
En 2019, la banque annonce son intention d'accélérer son développement avec la création de 170 nouveaux postes, mais démarre cette initiative en fermant 22 succursales et en supprimant 50 postes trois ans plus tard.

## Description
Valiant propose à ses clients une gamme de produits et services dans les domaines de la banque de détail, de la banque des PME, de la banque privée et de la gestion d'actifs.
Valiant emploie environ 1 000 personnes, sert environ 380 000 clients et affiche un bilan total de 27,2 milliards de francs suisses. Le domaine d'activité couvre les cantons Argovie, Bâle-Campagne, Bâle-Ville, Berne, Fribourg, Jura, Lucerne, Neuchâtel, Soleure, Vaud et Zoug.
Valiant Bank AG est une filiale de Valiant Holding AG. Elle est inscrite au registre du commerce en tant que société anonyme et a son siège à Lucerne. Leurs actions, qui sont réparties entre 34.000 actionnaires nominatifs, sont cotées à la SIX Swiss Exchange.

## Gouvernance
En août 2021, Ewald Burgener prend la direction générale de la banque.